# شبه‌آزمایش

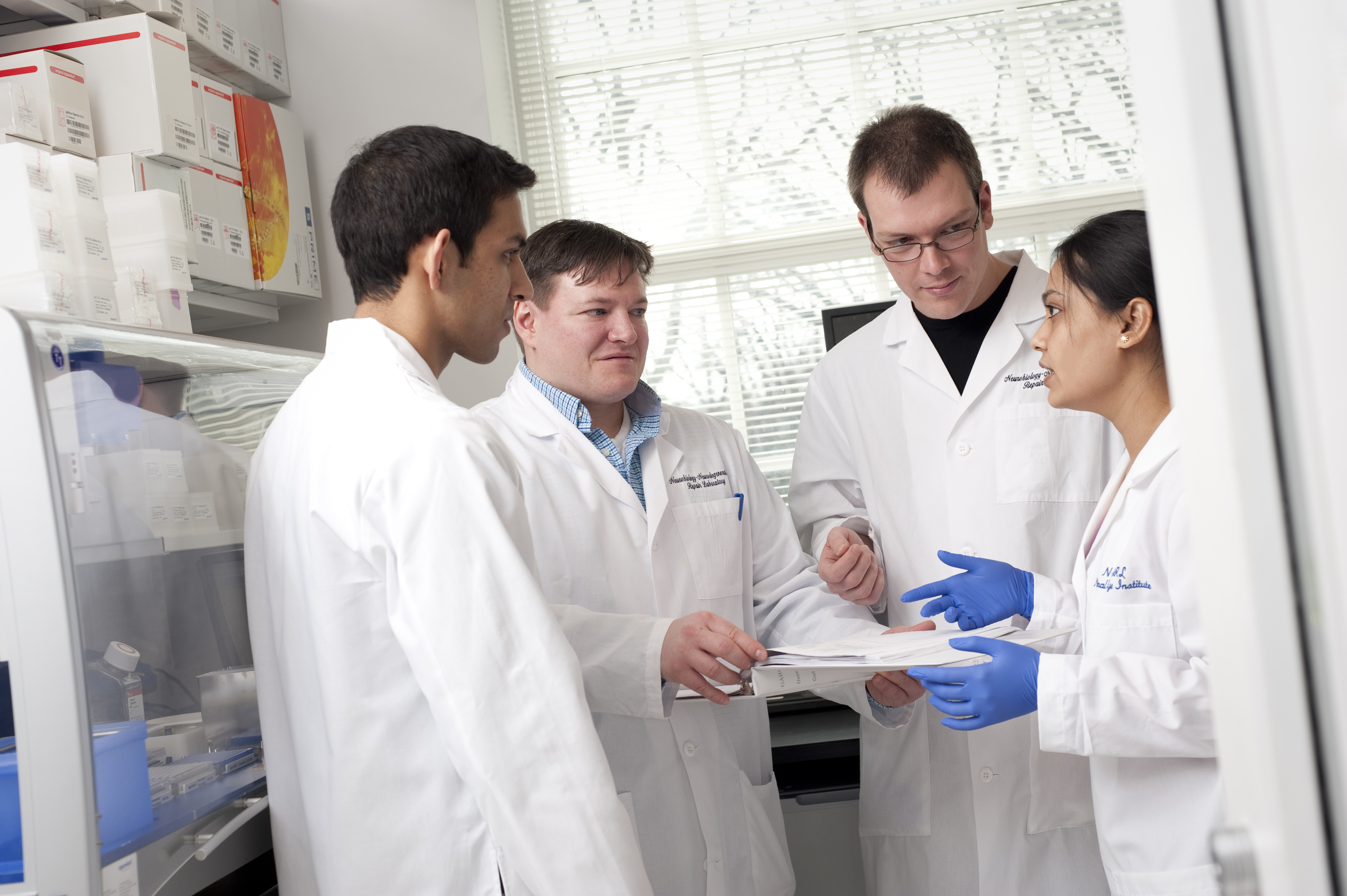
گروهی از دانشمندان در حال انجام شبه آزمایش برای یک تحقیق

یک شبه‌آزمایش، مطالعه‌ای تجربی است که برای تخمین تاثیر سببی یک مداخله بر جامعه هدف خود به‌کار می‌رود. تحقیق شبه‌آزمایشی، تشابهاتی با طراحی آزمایشی سنتی یا آزمایش تصادفی کنترل‌شده دارد، اما آن‌ها به طور خاص، فاقد عناصر انتساب تصادفی برای رفتار یا کنترل اند. به‌جای آن، طراحی‌های شبه‌آزمایشی، به محقق اجازه می‌دهند تا برای حالت رفتاری، انتساب را کنترل کنند، اما از معیارهای دیگری به جای انتساب تصادفی استفاده می‌شود. در برخی شرایط، محقق بر انتساب حالت رفتاری کنترل دارد.
شبه‌آزمایش‌ها به موضوعاتی درباره اعتبار درونی مربوطند، زیرا ممکن است در حالت پایه، گروه‌های رفتار و کنترل، قابل مقایسه نباشند. انتساب تصادفی سبب می‌شود شرکت‌کنندگان در مطالعه، شانس برابری برای قرارگرفتن در گروه مداخله یا گروه مقایسه را داشته باشند. در نتیجه، اختلاف بین گروه‌ها در ویژگی‌های مشاهده‌شده و مشاهده‌نشده به شانس بستگی دارد، نه یک عامل اصولی مربوط به رفتار. انتساب تصادفی معادل بودن گروه‌ها در پایه را تضمین نمی‌کند. پس از مداخله، هر تغییری در ویژگی‌ها، ممکن است به مداخله نسبت داده شود. با مطالعات شبه‌آزمایشی، امکان نمایش متقاعدکننده ارتباط سببی بین حالت رفتاری و نتایج مشاهده شده وجود دارد. این موضوع به ویژه زمانی دست است که اگر اختلاط وجود داشته باشد، نتوان آن را کنترل یا محاسبه کرد.